# Mathias Nadeau
Pour les articles homonymes, voir Nadeau.
Mathias Nadeau est un marchand, fermier et homme politique canadien.

## Biographie
Mathias Nadeau est né le 21 février 1838 à Saint-Hilaire, au Nouveau-Brunswick. Il étudie à l'Université Sainte-Anne de Pointe-de-l'Église. Il épouse une certaine Saucier le 16 février 1862.
Il est député du Madawaska à l'Assemblée législative du Nouveau-Brunswick de 1882 à 1886 en tant que conservateur. Il est aussi conseiller municipal du comté de Madawaska. il meurt le 6 février 1919.